# ウォーカー・ロケット
アンドリュー・ウォーカー・ロケット（Andrew Walker Lockett, 1994年5月3日 - ）は、アメリカ合衆国フロリダ州ジャクソンビル出身のプロ野球選手（投手）。右投右打。

## 経歴

### プロ入りとパドレス時代
2012年のMLBドラフト4巡目（全体135位）でサンディエゴ・パドレスから指名されプロ入り。なお、契約しない場合は南フロリダ大学へ進学の予定であった。契約後、傘下のルーキー級アリゾナリーグ・パドレスでプロデビュー。10試合に登板して0勝1敗、防御率4.34、奪三振を記録した。
2013年もルーキー級アリゾナリーグ・パドレスでプレーしたが、怪我に苦しみ3試合の登板に留まった。
2014年はA-級ユージーン・エメラルズとA級フォートウェイン・ティンキャップスでプレーしたが、前年同様怪我に苦しみ5試合の登板に留まった。
2015年はルーキー級アリゾナリーグ、A-級トリシティ・ダストデビルズ、A級フォートウェインでプレーし、3球団合計で18試合（先発17試合）に登板して4勝4敗、防御率4.14、70奪三振を記録した。
2016年はA級フォートウェイン、A+級レイクエルノシア・ストーム、AA級サンアントニオ・ミッションズ、AAA級エル・パソ・チワワズでプレーし、4球団合計で28試合（先発25試合）に登板して10勝9敗、防御率2.96、123奪三振を記録した。オフにルール・ファイブ・ドラフトでの流出を防ぐために40人枠に登録された。
2017年はルーキー級アリゾナリーグ・パドレスとAAA級エル・パソでプレーし、2球団合計で14試合に先発登板して5勝3敗、防御率4.55、45奪三振を記録した。この年は腰痛で約3ヶ月離脱した。
2018年6月1日にジョーイ・ルケーシーの故障者リスト入りに伴ってメジャーに昇格し、同日のシンシナティ・レッズ戦でメジャーデビューを果たした。この年メジャーでは4試合（先発3試合）に登板して0勝3敗、防御率9.60、12奪三振を記録した。

### メッツ時代
2018年11月20日にルグナシオ・フェリズとのトレードで、クリーブランド・インディアンスへ移籍したが、2019年1月6日にケビン・プラウェッキーとのトレードで、サム・ハガーティと共にニューヨーク・メッツへ移籍した。シーズンでは傘下のAAA級シラキュース・メッツで開幕を迎え、6月19日にノア・シンダーガードの故障者リスト入りに伴ってメジャーに昇格。7月20日のサンフランシスコ・ジャイアンツ戦でメジャー初勝利を記録した。この年メジャーでは9試合（先発4試合）に登板して1勝1敗、防御率8.34、16奪三振を記録した。
2020年8月28日、同日のニューヨーク・ヤンキースとのダブルヘッダー第1試合に登板して勝利投手となったが、第2試合の直前にDFAとなった。

### マリナーズ時代
2020年9月1日にウェイバー公示を経てシアトル・マリナーズへ移籍した。

### 斗山時代
2020年12月7日にウェイバー公示を経てトロント・ブルージェイズへ移籍したが、翌月にウェイバー公示され、2021年1月8日に韓国プロ野球の斗山ベアーズと契約した。同年4月4日、斗山の開幕投手を務めた。同年は9勝を記録、シーズン終了後に自由契約となった。

## 詳細情報

### 年度別投手成績
| 年 度    | 球 団    | 登 板 | 先 発 | 完 投 | 完 封 | 無 四 球 | 勝 利 | 敗 戦 | セ 丨 ブ | ホ 丨 ル ド | 勝 率 | 打 者 | 投 球 回 | 被 安 打 | 被 本 塁 打 | 与 四 球 | 敬 遠 | 与 死 球 | 奪 三 振 | 暴 投 | ボ 丨 ク | 失 点 | 自 責 点 | 防 御 率 | W H I P |
| -------- | -------- | ----- | ----- | ----- | ----- | -------- | ----- | ----- | -------- | ----------- | ----- | ----- | -------- | -------- | ----------- | -------- | ----- | -------- | -------- | ----- | -------- | ----- | -------- | -------- | ------- |
| 2018     | SD       | 4     | 3     | 0     | 0     | 0        | 0     | 3     | 0        | 0           | .000  | 76    | 15.0     | 22       | 4           | 10       | 1     | 0        | 12       | 0     | 0        | 16    | 16       | 9.60     | 2.13    |
| 2019     | NYM      | 9     | 4     | 0     | 0     | 0        | 1     | 1     | 0        | 0           | .500  | 103   | 22.2     | 33       | 6           | 6        | 0     | 1        | 16       | 1     | 0        | 21    | 21       | 8.34     | 1.72    |
| 2020     | NYM      | 2     | 1     | 0     | 0     | 0        | 1     | 0     | 0        | 0           | 1.000 | 37    | 8.0      | 9        | 1           | 3        | 0     | 2        | 8        | 0     | 0        | 5     | 5        | 5.63     | 1.50    |
| 2020     | SEA      | 5     | 0     | 0     | 0     | 0        | 0     | 0     | 0        | 0           | ----  | 36    | 8.1      | 12       | 1           | 1        | 0     | 0        | 3        | 0     | 0        | 4     | 4        | 4.32     | 1.56    |
| '20計    | SEA      | 7     | 1     | 0     | 0     | 0        | 1     | 0     | 0        | 0           | 1.000 | 73    | 16.1     | 21       | 2           | 4        | 0     | 2        | 11       | 0     | 0        | 9     | 9        | 4.96     | 1.53    |
| 2021     | 斗山     | 21    | 21    | 1     | 1     | 0        | 9     | 9     | 0        | 0           | .500  | 540   | 124.0    | 132      | 5           | 42       | 1     | 12       | 112      | 1     | 1        | 44    | 41       | 2.98     | 1.40    |
| MLB：3年 | MLB：3年 | 20    | 8     | 0     | 0     | 0        | 2     | 4     | 0        | 0           | .333  | 252   | 54.0     | 76       | 12          | 20       | 1     | 3        | 39       | 1     | 0        | 46    | 46       | 7.67     | 1.78    |
| KBO：1年 | KBO：1年 | 21    | 21    | 1     | 1     | 0        | 9     | 9     | 0        | 0           | .500  | 540   | 124.0    | 132      | 5           | 42       | 1     | 12       | 112      | 1     | 1        | 44    | 41       | 2.98     | 1.40    |

- 2021年度シーズン終了時

### 背番号
- 62（2018年）
- 61（2019年 - 2020年途中）
- 73（2020年途中 - 同年終了）
- 34（2021年）